# Castillo de Montilla
El castillo de Montilla fue una fortaleza medieval del siglo XIV ubicada en el municipio de Montilla (Córdoba), en el que actualmente se levanta un pósito de grano del siglo XVIII conocido como los Graneros del Duque. La fortaleza fue el lugar de nacimiento en 1453 de Gonzalo Fernández de Córdoba, conocido como el Gran Capitán. Fue declarado como Bien de Interés Cultural en 1985. 
El 25 de abril de 2025 se inauguró el museo en la planta alta del edificio dedicado a la figura del Gran Capitán.

## Historia
Durante algunas excavaciones arqueológicas realizadas en el recinto de la fortaleza, se han descubierto algunos restos del periodo orientalizante e incluso un pequeño poblado íbero que finalmente desapareció en el siglo I.

### Castillo medieval
Esta zona no fue ocupada de nuevo hasta mediados del siglo XIII cuando, tras la conquista cristiana, se construyó una torre de vigilancia sobre el cerro de la villa, que más adelante fue ampliando hasta alcanzar su planta rectangular y torres en las esquinas para tener mayor visibilidad ante el enemigo. Algunas de estas torres permanecen en la actualidad con nombres de algunas dividades de la mitología clásica como Diana y Minerva. En 1375 se amplió de nuevo el recinto con la creación de una barbacana y una nueva línea de defensa, se rellenó el interior para crear una plaza de armas y viviendas.
Fue residencia principal del Señorío de Aguilar, precisamente en el interior de sus muros nació el 1 de septiembre de 1453 Gonzalo Fernández de Córdoba, quien fue recordado en la historia como el Gran Capitán. Su destrucción vino propiciada a manos de Fernando el Católico en 1508, quien estaba deseoso de arrebatar el poder a la nobleza, por lo que aprovechó un desacato al I marqués de Priego, Pedro Fernández de Córdoba, para mandar derruir el castillo de Montilla, cuyo dueño y señor era el Gran Capitán, quien mandó un escrito al rey para mostrar su disconformidad. La fortificación fue destruida y, aunque Juana I de Castilla concedió el perdón y permitió su reconstrucción dos años más tarde, los restos nunca se recuperaron y fueron utilizados como cantera durante siglos. No obstante, algunos grabados posteriores, como el del florentino Pier Maria Baldi, que acompañó a Cosme de Médici en 1668 en su viaje por España, demuestran que algunas torres y espacios aún continuaban en pie siglos después.
La arquitecta montillana Mara Portero realizó en 2020 una reconstrucción del castillo en tres dimensiones.

### Graneros del Duque

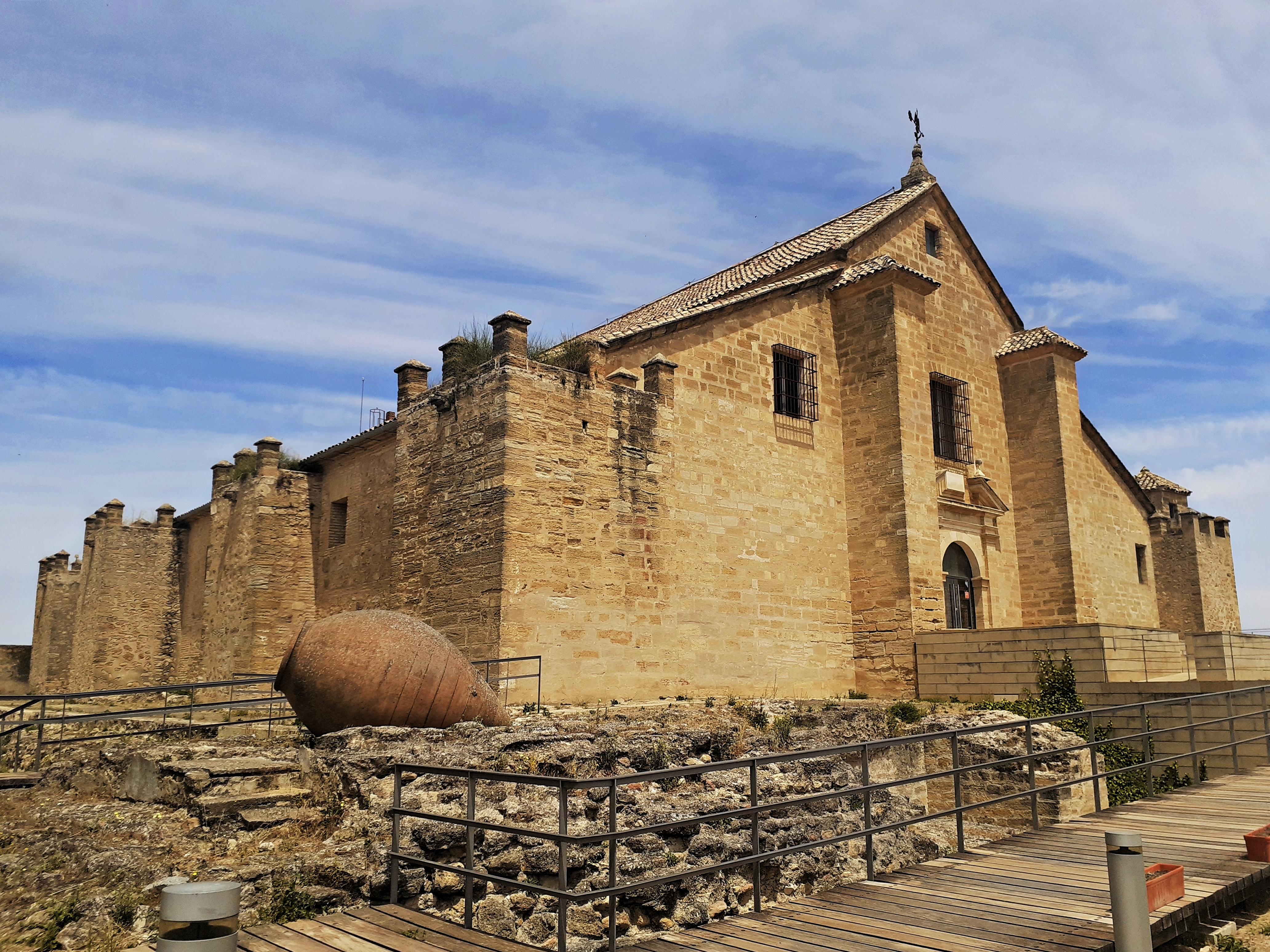
Los graneros del Duque, en 2024.

En 1722 el X duque de Medinaceli, Nicolás Fernández de Córdoba y de la Cerda, encargó sobre los restos del antiguo palacio un alholí o pósito de grano con el objetivo de suministrar a la localidad. El arquitecto encargado del proyecto fue el cordobés Juan Antonio Camacho, quien también había trabajado para el palacio del duque en Montilla. Los planos del granero se conservan en el Archivo Ducal de Medinaceli en Sevilla. Los Graneros del Duque, como también se denominó a este edificio, perteneció a esta familia ducal durante varios siglos. Tras la Guerra civil española su propiedad fue traspasada al Servicio Nacional del Trigo, y más tarde al particular García Cobos, dueño del mismo hasta 1998, cuando finalmente lo adquirió el Ayuntamiento de Montilla.
Hubo un proyecto para hacerlo Museo del Vino, debido a la Denominación de Origen Montilla-Moriles, aunque no fructiferó. Desde 2017 una de sus salas alberga la oficina de turismo. Además de realizarse algunas exposiciones temporales en otras salas y otros actos festivos relativos a la Fiesta de la Vendimia, el 25 de abril de 2025 se inauguró un museo dedicado a la figura del Gran Capitán en la planta alta del granero, integrado en el recinto del castillo.